# Apogonia villosella
Apogonia villosella är en skalbaggsart som beskrevs av Blanchard 1851. Apogonia villosella ingår i släktet Apogonia och familjen Melolonthidae. Inga underarter finns listade i Catalogue of Life.